# Dansk front
Dansk Front var ett högerextremt danskt nätverk som bildades 2002 och upplöstes den 19 juli 2007.
Nätverkets mål var att bevara "Danmark för danskarna" och man motarbetade det mångkulturella samhället. Centralt i Dansk Front var webbplatsen danskfront.dk som var öppet rasistisk. Vid starten 2002 kunde man på sajten läsa välkomsttexten: "Folkene bag Danskfront.dk er en flok af fædrelandskærlige mennesker, der alle har en biologisk verdensopfattelse til fælles. [...] Med andre ord: vi er racister!" (Vi som står bakom Danskfront.dk är en samling fosterlandsälskande människor, som alla har en biologisk världsåskådning gemensamt [...] Med andra ord: vi är rasister!)
Webbplatsen förmedlade nyheter av intresse för de radikala besökarna, och fungerade som ett forum för extremnationalister från olika läger, ofta förekom stormiga debatter mellan exempelvis antisemitiska nationalsocialister och proisraeliska nationalkonservativa.
Sloganen "Dansk front!" lanserades och användes i form av graffiti, på T-tröjor, klistermärken och liknande. Sloganen förkortades ibland till sifferkoden "46!", den fjärde och sjätte bokstaven i alfabetet.
Flera medlemmar i Dansk Fronts ledning hade tidigare uteslutits ur Dansk Folkeparti eller dess ungdomsförbund, på grund av vad dessa organisationer bedömde som extremistiska åsikter.
Framträdande medlemmar i Dansk Front deltog i Salemmarschen 2005.
Den 19 juli 2007 upplöstes nätverket, officiellt på grund av att man ansåg sig ha nått sitt mål, att blåsa liv i den nationalistiska miljön och koppla samman personer och grupper som inte skulle ha mötts utan Dansk Fronts existens. Många av aktivisterna håller idag till på den svenska internetportalen Nordisk.nu